# Rio Apodi
Rio Apodi är ett vattendrag i Brasilien.   Det ligger i delstaten Rio Grande do Norte, i den östra delen av landet, 1 700 km nordost om huvudstaden Brasília.
Runt Rio Apodi är det ganska tätbefolkat, med 67 invånare per kvadratkilometer.